# 정글 투 정글
《정글 투 정글》(Jungle 2 Jungle)은 미국에서 제작된 존 파스킨 감독의 1997년 코미디 영화이다. 팀 알렌 등이 주연으로 출연하였고 브라이언 릴리 등이 제작에 참여하였다.

## 출연

### 주연
- 팀 알렌
- 마틴 숏

### 조연
- 조베스 윌리암스
- 로리타 다비도비치
- 샘 헌팅톤
- 데이빗 오그던 스타이어스

## 기타
- 원작자: 허브 팔루드
- 원작자: 이고르 앳틱먼
- 원작자: 띠에리 레미띠
- 원작자: 필립 브루노
- 공동제작: 윌리엄 W. 윌슨 3세
- 미술: 스튜어트 워첼
- 의상: 캐롤 람세이